# 대비원
대비원(大悲院)은 고려 때 의료(醫療)를 주로 한 구제 기관이다.
처음 설치 연대는 알 수 없으며, 1049년(고려 문종 3)에 개경의 동·서에 두어서 동쪽의 것을 동대비원(東大悲院), 서쪽의 것을 서대비원(西大悲院)이라 하였고, 이들을 동서대비원(東西大悲院)이라 합칭했다고 한다. 환자의 치료를 주요 업무로 하고, 기한자(飢寒者 : 굶주리고 헐벗어 배고프고 추위에 떠는 사람)나 그밖에 무의무탁자(無依無托者 : 의지할 곳 없는 몹시 궁핍하고 외로운 사람)를 수용하였다.
조선 태종 14년(1414년) 활인원으로 개칭되어 이어졌다.

## 같이 보기
- 활인원
- 혜민국